# Martin Luther King, Jr. Memorial
Martin Luther King, Jr. Memorial är ett minnesmärke i National Mall i Washington D.C tillägnat pastorn, aktivisten och medborgarrättskämpen Martin Luther King, Jr.
Monumentet är beläget i närheten av Franklin Delano Roosevelt Memorial, på 1964 Independence Avenue, S.W. Adressen är namngiven efter Civil Rights Act of 1964, lagen för jämlika rättigheter i USA:s sydstater.
Efter mer än två decennier av planering, finansiering och byggnation avtäcktes Martin Luther King, Jr. Memorial för allmänheten den 22 augusti 2011. 
Monumentet är endast det fjärde i National Mall tillägnat en person som inte varit president. Myndigheten National Park Service ansvarar för minnesmärket.